# Concealing a Burglar
Concealing a Burglar er en amerikansk stumfilm fra 1908 af D. W. Griffith.

## Medvirkende
- Arthur V. Johnson som Mr. Brown
- Florence Lawrence som Mrs. Brown
- Harry Solter som Mr. Wells
- Linda Arvidson
- George Gebhardt